# عقيرباء
العقيرباء (الاسم العلمي: Euscorpius) هي جنس من العنكبوتيات يتبع الفصيلة العقيربية من رتبة العقارب.

## من أنواع العقيرباء
- عقيرباء إسطاجانكية (الاسم العلمي:Euscorpius tergestinus)
- عقيرباء إيطالية (الاسم العلمي:Euscorpius italicus)
- عقيرباء بليارية (الاسم العلمي:Euscorpius balearicus)
- عقيرباء جرمانية (الاسم العلمي:Euscorpius germanus)
- شقطس خشنة (الاسم العلمي:Euscorpius scaber)
- شقطس طوروسية (الاسم العلمي:Euscorpius tauricus)
- عقيرباء كارباتية (الاسم العلمي:Euscorpius carpathicus)
- عقيرباء كرواتية (الاسم العلمي:Euscorpius croaticus)
- عقيرباء كهرمانية الذنب (الاسم العلمي:Euscorpius flavicaudis)
- عقيرباء متناسقة (الاسم العلمي:Euscorpius concinnus)